# Dysarthria-clumsy-hand-Syndrom
Das „Dysarthria-clumsy-hand“-Syndrom (DCHS) ist ein Krankheitsbild in der Neurologie, das meist im Rahmen von lakunären Hirninfarkten (Infarktgebiet kleiner als 1,5 cm) auftritt. Das DCHS wurde erstmals 1967 vom kanadischen Neurologen Charles Miller Fisher beschrieben.

## Häufigkeit
In einer prospektiven Registerstudie mit 2500 Patienten wurden 35 Patienten mit DCHS identifiziert. Dies entspricht einer Häufigkeit des DCHS von 1,6 % bezogen auf alle Schlaganfälle, von 1,9 % bezogen auf alle ischämischen Hirninfarkte und von 6,1 % bezogen auf alle lakunären Hirninfarktsyndrome.

## Krankheitsbild
Das DCHS ist gekennzeichnet durch eine Sprechstörung (Dysarthrie) und eine Ungeschicklichkeit der Hand (engl. clumsy, ungeschickt). Zudem treten typischerweise eine einseitige Gesichtslähmung (Fazialisparese), gesteigerte Muskeleigenreflexe und ein positives Babinski-Zeichen auf. Von einigen Autoren wird das DCHS auch als Variante der „ataktischen Hemiparese“ angesehen.

## Ursache
Lakunäre Hirninfarkte sind mit Abstand die häufigste Ursache des DCHS. Seltenere Ursachen sind nicht-lakunäre Hirninfarkte, Hirnblutungen und Infektionen. Schädigungsort ist meist die Brücke (Pons, paramedianer rostraler Anteil), ein Abschnitt im Hirnstamm, oder die innere Kapsel (Capsula interna, meist Crus anterius oder Genu), die im Großhirn liegt.